# Tytthus
Tytthus is een geslacht van wantsen uit de familie blindwantsen. Het geslacht werd voor het eerst wetenschappelijk beschreven door Fieber in 1864 .

## Soorten
Het genus bevat de volgende soorten:

- Tytthus alboornatus (Knight, 1931)
- Tytthus amazonicus Carvalho, 1983
- Tytthus balli (Knight, 1931)
- Tytthus chinensis (Stal, 1859)
- Tytthus columbiensis Carvalho, 1984
- Tytthus entrerianus Carvalho and Carpintero, 1986
- Tytthus femoralis Henry, 2012
- Tytthus fuscicornis Henry, 2012
- Tytthus insperatus (Knight, 1925)
- Tytthus juturnaiba Carvalho and Wallerstein, 1978
- Tytthus mexicanus Henry, 2012
- Tytthus montanus Carvalho and Southwood, 1955
- Tytthus mundulus (Breddin, 1896)
- Tytthus neotropicalis (Carvalho, 1954)
- Tytthus pallidus Henry, 2012
- Tytthus panamensis Carvalho and Southwood, 1955
- Tytthus parviceps (Reuter, 1890)
- Tytthus piceus (Osborn and Drake, 1915)
- Tytthus pubescens (Knight, 1931)
- Tytthus pygmaeus (Zetterstedt, 1838)
- Tytthus uniformis Henry, 2012
- Tytthus vagus (Knight, 1923)
- Tytthus wheeleri Henry, 2012
- Tytthus zwaluwenburgi (Usinger, 1944)